# سویلمک
سویلمک (انگلیسی: Soilmec) شرکت مهندسی ایتالیایی است، که در سال ۱۹۶۹ تأسیس شد.